# Achille Sdruscia
Achille Sdruscia (Roma, 8 settembre 1910 – Roma, 9 novembre 1993) è stato un pittore e disegnatore italiano.

## Biografia
Nato a Roma in una famiglia di estrazione popolare, inizia a lavorare con il padre Amedeo maestro stuccatore dal quale impara l'arte della decorazione parietale. Su suggerimento di pittore Mario Mafai, più grande di lui di sei anni, si iscrive alla Scuola libera del nudo all'Accademia di belle arti di Roma e ai corsi della Accademia di San Luca. 
All'inizio degli anni quaranta decide di dedicarsi solo al disegno e alla pittura ed entra di fatto nella Scuola romana, del quale rappresenterà forse l'ambito più territoriale, raccontando la città in tutte le sue mille angolazioni con una pittura materica fortemente riconoscibile. Partecipa alla IV edizione del 1943 della Quadriennale nazionale d'arte di Roma ed espone in Via Margutta. Ottiene una menzione d'onore al Premio Marzotto.
Negli anni sessanta la sua arte appare superata. Sdruscia si isola sempre di più, smette di esporre, anche se continuerà a dipingere sino al decennio successivo. Muore a Roma nel 1994. Le sue opere sono conservate presso la Galleria nazionale d'arte moderna e contemporanea di Roma e presso l'Archivio della Scuola Romana.